# Dawid Podsiadło

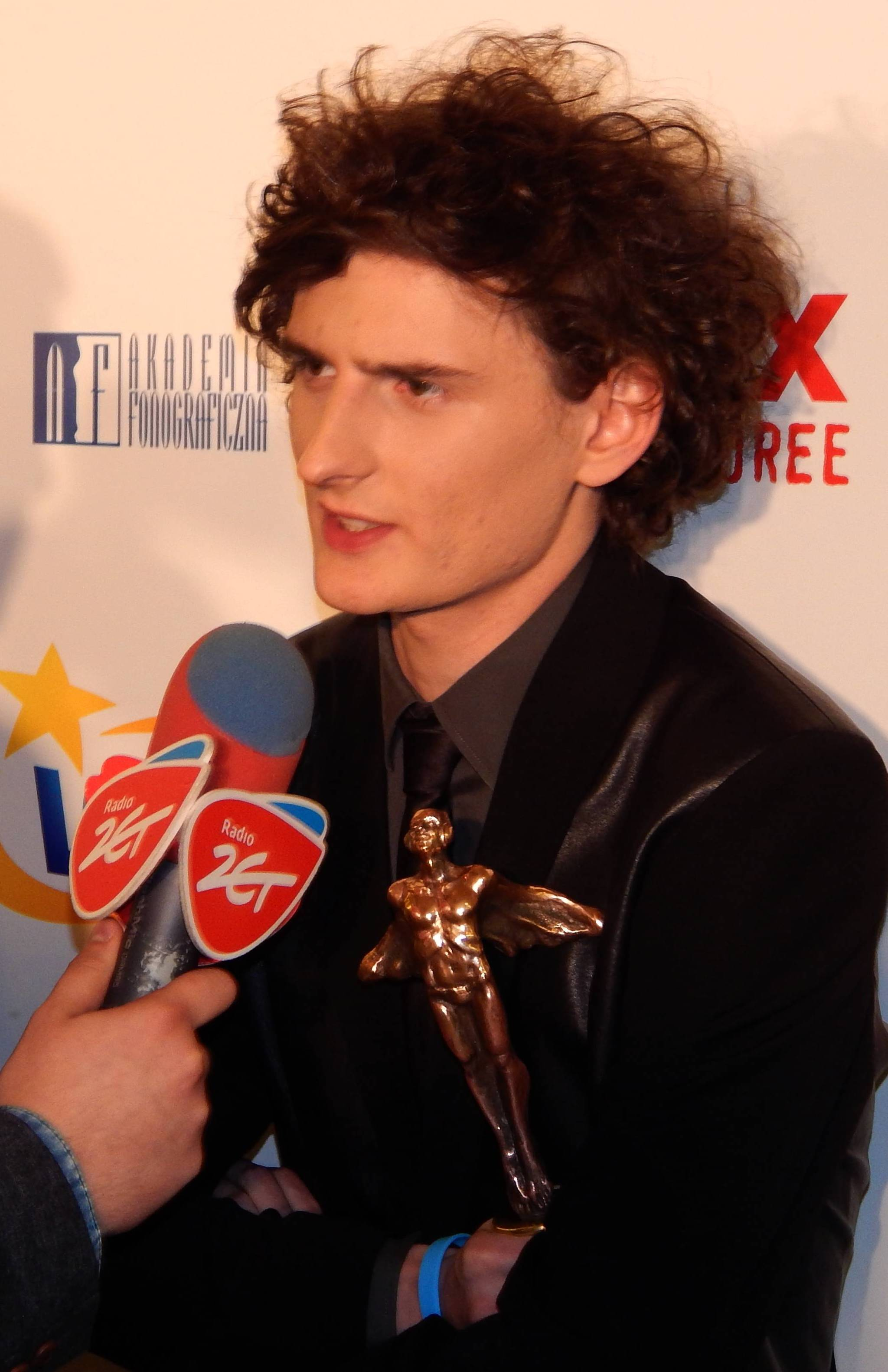
Dawid Podsiadło podczas gali Fryderyki w 2014 roku.

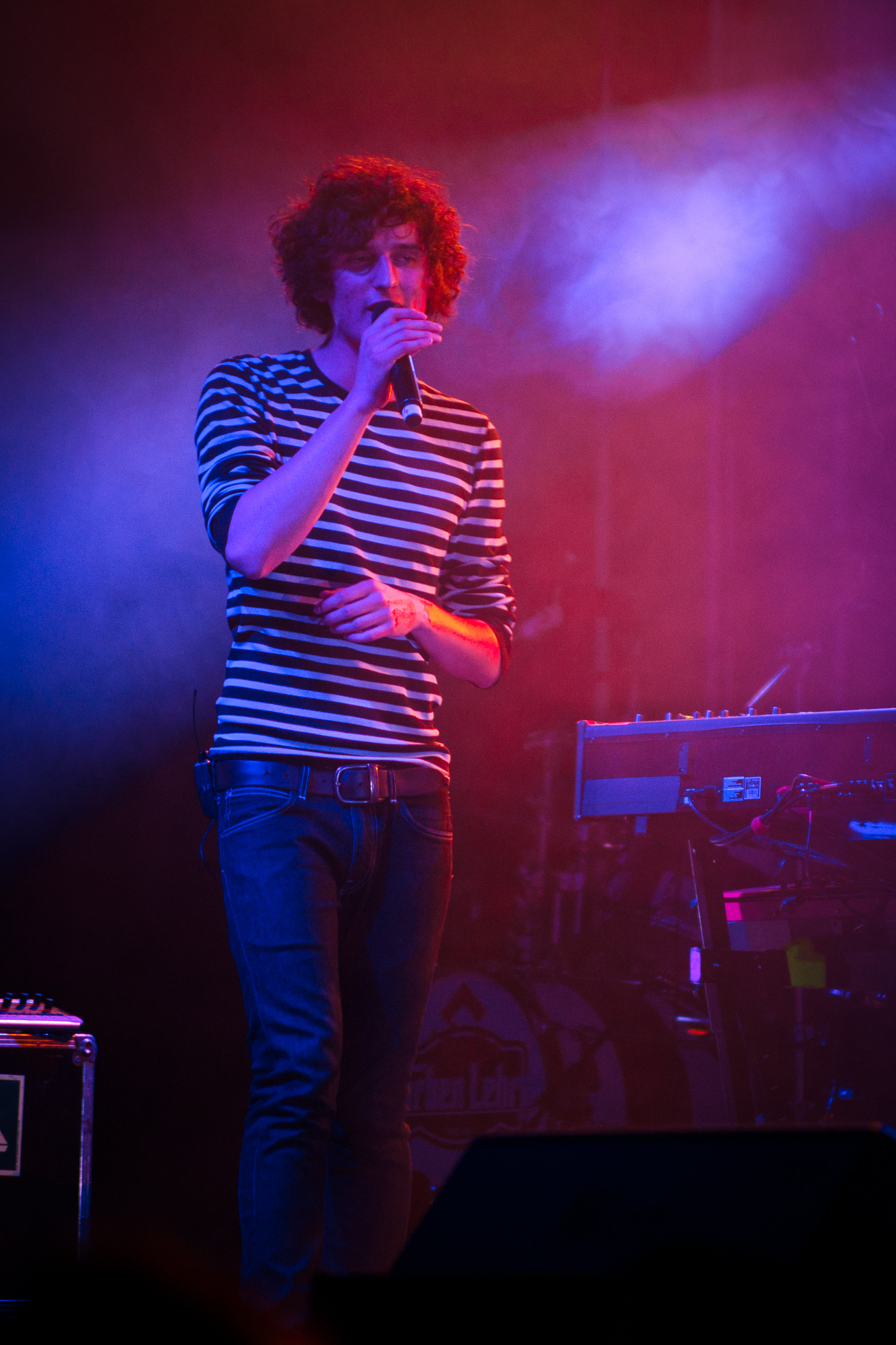
Dawid Podsiadło podczas koncertu na Rocket Festiwal w Warszawie, 2014

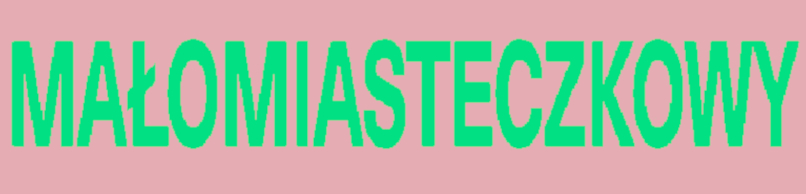
Tytuł jednego z singli Dawida Podsiadły

Dawid Henryk Podsiadło (ur. 23 maja 1993 w Dąbrowie Górniczej) – polski piosenkarz, kompozytor oraz autor tekstów. Wokalista zespołu Curly Heads.
W 2012 zwyciężył w finale drugiej edycji programu telewizyjnego X Factor. W 2013 wydał debiutancki album pt. Comfort and Happiness, który był najlepiej sprzedającym się albumem tego roku w Polsce. Jego drugi album, Annoyance and Disappointment, ukazał się w 2015. Oba albumy dotarły do pierwszego miejsca polskiej listy sprzedaży i uzyskały status diamentowej płyty. W 2018 wydał trzeci album pt. Małomiasteczkowy, z którym trzeci raz z rzędu dotarł na szczyt listy OLiS, a także zdobył podwójny diament. Jego czwarty album, Lata dwudzieste (2022), podobnie jak poprzednie zajął pierwsze miejsce na polskiej liście sprzedaży i pokrył się diamentem.
Łącznie sprzedał ponad milion płyt w Polsce (stan na czerwiec 2024). Był 18 razy nominowany do nagród Fryderyków, z czego 12-krotnie wygrywał plebiscyt.

## Życiorys

### Wczesne lata
Urodził się i wychował w Dąbrowie Górniczej, gdzie uczęszczał do I Liceum Ogólnokształcącego im. Waleriana Łukasińskiego. Jego najbardziej lubianym zakątkiem wśród przyrody w rodzinnym mieście jest Pogoria III. Rozwijał umiejętności muzyczne w lokalnej Szkole Muzycznej im. Michała Spisaka I stopnia (w klasie puzonu Grzegorza Pytlika) oraz w Młodzieżowym Ośrodku Pracy Twórczej, pod dyrekcją Iwony Wilk. Mając 12 lat, wystąpił z piosenką zespołu Myslovitz „Długość dźwięku samotności” w amatorskim konkursie muzycznym w Tunezji, gdzie akurat spędzał wakacje z rodzicami.

### Kariera
W 2011 wystartował w pierwszej edycji programu X Factor, w której odpadł na tzw. bootcampie, czyli w drugim etapie eliminacji. Następnie ze swoim zespołem Curly Heads (założony w 2010 roku ze szkolnymi kolegami) brał udział w przesłuchaniach do programu Mam talent!, jednak nie przeszli do kolejnego etapu, a Podsiadło nie zgodził się na samodzielny awans do drugiej rundy. W 2012 ponownie wystartował w X Factorze i tym razem dotarł do odcinka finałowego, w którym decyzją telewidzów został laureatem drugiej edycji programu. W finale wykonał m.in. piosenkę Katie Melui „Better Than a Dream” w duecie z artystką.
W maju 2013, nakładem wytwórni płytowej Sony Music Entertainment Poland, ukazał się jego debiutancki album studyjny pt. Comfort and Happiness, który w pierwszym tygodniu po premierze uplasował się na 1. miejscu w zestawieniu OLiS. W czerwcu otrzymał dwie nominacje do nagrody Eska Music Awards w kategoriach: najlepszy artysta oraz najlepszy artysta w sieci. 2 czerwca na warszawskim Torwarze wystąpił jako support przed koncertem Lany Del Rey. 3 lipca zaśpiewał na Tent Stage podczas 12. edycji Open’er Festival w Gdyni, a 9 sierpnia był jednym z wykonawców na festiwalu Coke Live Music w Krakowie. We wrześniu został nominowany do nagrody Europejskiej Nagrody Muzycznej MTV dla najlepszego polskiego wykonawcy, a pod koniec 2013 – do Paszportów „Polityki” w dziedzinie muzyki popularnej. W lutym 2014 otrzymał cztery Fryderyki, a w marcu został laureatem nagrody Wiktora dla gwiazdy piosenki. Miesiąc później otrzymał dwie nominacje do Superjedynek, odbywających się w ramach Krajowego Festiwalu Piosenki Polskiej w Opolu, w kategoriach: SuperArtysta i SuperAlbum (za Comfort and Happiness). W maju wystąpił w koncercie TOP na TOPtrendy 2014 wśród 10 artystów z największą liczbą sprzedanych płyt w poprzedzającym roku w Polsce; z albumem Comfort and Happiness zajął pierwsze miejsce w klasyfikacji generalnej. W sierpniu poinformował, że poza granicami kraju będzie posługiwał się anglojęzycznym pseudonimem David Ross. W grudniu dołączył do zespołu radiowej Czwórki, w której prowadził audycję Podsiadówka. 29 maja 2015 otrzymał Bursztynowego Słowika podczas koncertu Polsat SuperHit Festiwal 2015.
We wrześniu 2015 poinformował o nadchodzącej premierze drugiej płyty. 9 września wydał pierwszy singiel z albumu – „W dobrą stronę”, który zajął pierwsze miejsce na liście Airplay i dotarł na szczyt większości list przebojów radiowych w Polsce. Singel również zdobył status diamentowej płyty. 6 listopada 2015 ukazał się album Annoyance and Disappointment, który wkrótce zadebiutował na pierwszym miejscu listy OLiS. Wydawnictwo do 2018 sprzedało się w nakładzie ponad 150 tys. egzemplarzy, zdobywając status diamentowy. Album był piątą najlepiej sprzedającą się płytą w Polsce w 2015, ponadto był nominowany do Fryderyków 2016 w kategorii Album roku pop, a utwór „W dobrą stronę” został nominowany do Fryderyków w kategorii Utwór roku oraz Teledysk roku, w której wygrał. 3 marca 2016 wydał singel „Forest”, który po pewnym czasie został certyfikowany złotem. 17 czerwca wydał trzeci singel, „Pastempomat”. Utwór uplasował się na 46. miejscu na liście Airplay i zdobył status potrójnej platyny. 26 sierpnia 2016 podczas gali Eska Music Awards 2016 otrzymał statuetkę w kategorii Najlepszy artysta. Na początku października 2016 zaprezentował utwór „Tapety”, a niedługo później rozszerzoną wersję albumu Annoyance and Disappointment. Piątym i ostatnim singlem promującym album została piosenka „Where Did Your Love Go?”, którą wydał do promocji radiowej na początku grudnia 2016. Pod koniec roku ogłosił zawieszenie kariery, polegające m.in. na rocznej przerwie od grania koncertów.
6 czerwca 2018 powrócił na rynek teledyskiem do piosenki „Małomiasteczkowy”, który został pierwszym singlem z jego trzeciego albumu oraz dotarł na szczyt listy Airplay i większości list przebojów radiowych w Polsce. 19 października 2018 zadebiutował jako prowadzący audycję Małomiasteczkowy program na antenie radia RMF FM. 5 października opublikował singel „Nie ma fal”, z którym dotarł do trzeciego miejsca na liście Airplay oraz pierwszego miejsca na większości list przebojów radiowych w Polsce. 19 października wydał album pt. Małomiasteczkowy, z którym zadebiutował na pierwszym miejscu listy OLiS i który w kilka dni po premierze sprzedał się w nakładzie ponad 30 tys. egzemplarzy, zdobywając status platynowej płyty; do stycznia 2019 album rozszedł się w nakładzie ponad 120 tys. egzemplarzy. W ramach promocji płyty odbył serię koncertów pod hasłem Małomiasteczkowa trasa, która obejmowała występy w głównych miastach Polski. Po zakończeniu trasy wyruszył w kolejną, Wielkomiejski Tour, tym razem odwiedzając mniejsze miejscowości. W maju 2019 wraz z Taco Hemingwayem ogłosił koncert na Stadionie Narodowym w Warszawie. Wydarzenie zdobyło duży rozgłos, a w niemal trzy godziny wyprzedano wszystkie bilety, ponad 60 tysięcy miejsc, co pozwoliło zapełnić cały stadion. Tym samym pobili rekord Polski i sprzedali więcej biletów, niż Metallica czy Coldplay. Również w 2019 został współproducentem filmu (Nie)znajomi.
W maju 2020, podczas trwania pandemii COVID-19, wziął udział w akcji #hot16challenge2, promującej zbiórkę funduszy na rzecz personelu medycznego. Od 2021 razem z Radosławem Kotarskim prowadzi podcast Podsiadło Kotarski Podcast o tematyce szeroko pojętej popkultury. W tym samym roku wraz z Darią Zawiałow i Vito Bambino wszedł w skład supergrupy Męskie Granie Orkiestra 2021, z którą nagrał singiel „I Ciebie też, bardzo” promujący festiwal Męskie Granie 2021. W czerwcu 2022 zapowiedział trasę koncertową Postprodukcja Tour, promującą album pt. Lata dwudzieste. Singlem przewodnim z płyty jest „Post”, który został opublikowany 24 czerwca 2022 na platformach streamingowych.
11 lutego 2025 ogłosił powstanie festiwalu Zorza, realizowanego w 6 polskich miastach: Poznaniu, Wrocławiu, Warszawie, Krakowie, Gdańsku i Katowicach. W ramach projektu odbędą się koncerty Podsiadły z Kaśką Sochacką, prezentując utwory z najnowszego mini-albumu pt. Tylko haj, a także występy z Arturem Rojkiem. W skład festiwalu wchodzi także wiele polskich artystów, między innymi Kacperczyk, Kukon, Kortez, Sokół, Emade, Paulina Przybysz.

## Poglądy
Deklaruje się jako ateista. Jest krytykiem polskiego Kościoła katolickiego i planuje dokonać aktu apostazji.
Jest przeciwnikiem wyroku Trybunału Konstytucyjnego z października 2020 roku zaostrzającego regulacje prawne dotyczące przerywania ciąży w Polsce.
W teledysku do utworu „Trofea” skrytykował decyzję rządu w sprawie masowego odstrzału dzików.

## Dyskografia
Albumy studyjne
- Comfort and Happiness (2013)
- Annoyance and Disappointment (2015)
- Małomiasteczkowy (2018)
- Lata dwudzieste (2022)

## Trasy koncertowe
- 2013–2014: Comfort and Happiness Tour[69][70]
- 2016: Son of Analog Tour[71]
- 2016: Andante Cantabile Tour[72]
- 2018: Małomiasteczkowa Trasa[54]
- 2019: Wielkomiejski Tour[55]
- 2020: Leśna muzyka[73]
- 2022: Postprodukcja Tour[61]
- 2023: Przed i po Tour[74]
- 2024: Trasa stadionowa Dawida Podsiadło[75]

## Filmografia
Aktor
- 2013: Zabicie ciotki – etiuda szkolna
- 2020: Król – dwie role: kolega Emilii; piosenkarz u Glajszmitki (odc. 6)
- 2021: The Office PL jako on sam
- 2024: Dawid Podsiadło – Dokumentalny – bohater

Producent
- 2019: (Nie)znajomi – koproducent
- 2022: Johnny – koproducent

Źródło